# Långtjärnen (Ramsjö socken, Hälsingland, 689602-149916)
Långtjärnen är en sjö i Ljusdals kommun i Hälsingland och ingår i Ljusnans huvudavrinningsområde.